# Слободка (Харьковская область)
Слободка (укр. Слобідка) — село в Рябоконевском сельском совете Краснокутского района Харьковской области.
Код КОАТУУ — 6323586208. Население по переписи 2001 года составляет 493 (212/281 м/ж) человека.

## Географическое положение
Село Слободка находится на реке Грузская, выше по течению примыкает к пгт Константиновка, через 3 км река впадает в реку Мерла. К селу примыкают лесные массивы.

## История
- 1650 — дата основания.